# Erebus harmonia
Erebus harmonia là một loài bướm đêm trong họ Erebidae.